# Geothlypis tolmiei
La parula di MacGillivray (Geothlypis tolmiei J. K. Townsend, 1839) è un uccello della famiglia dei Parulidi originario delle regioni occidentali del Nordamerica e del Messico settentrionale.
La specie è stata chiamata così da John James Audubon in onore dell'ornitologo scozzese William MacGillivray, nonostante il merito della sua scoperta venga attribuito a John Kirk Townsend. Il nome scientifico tolmiei gli è stato dato in onore di William Fraser Tolmie.

## Tassonomia
Se ne riconoscono due sottospecie:
- G. t. tolmiei (J. K. Townsend, 1839) - Alaska sud-orientale, Canada occidentale e Stati Uniti nord-occidentali;
- G. t. monticola (A. R. Phillips, 1947) - Canada centro-meridionale e Stati Uniti centro-occidentali.

## Descrizione

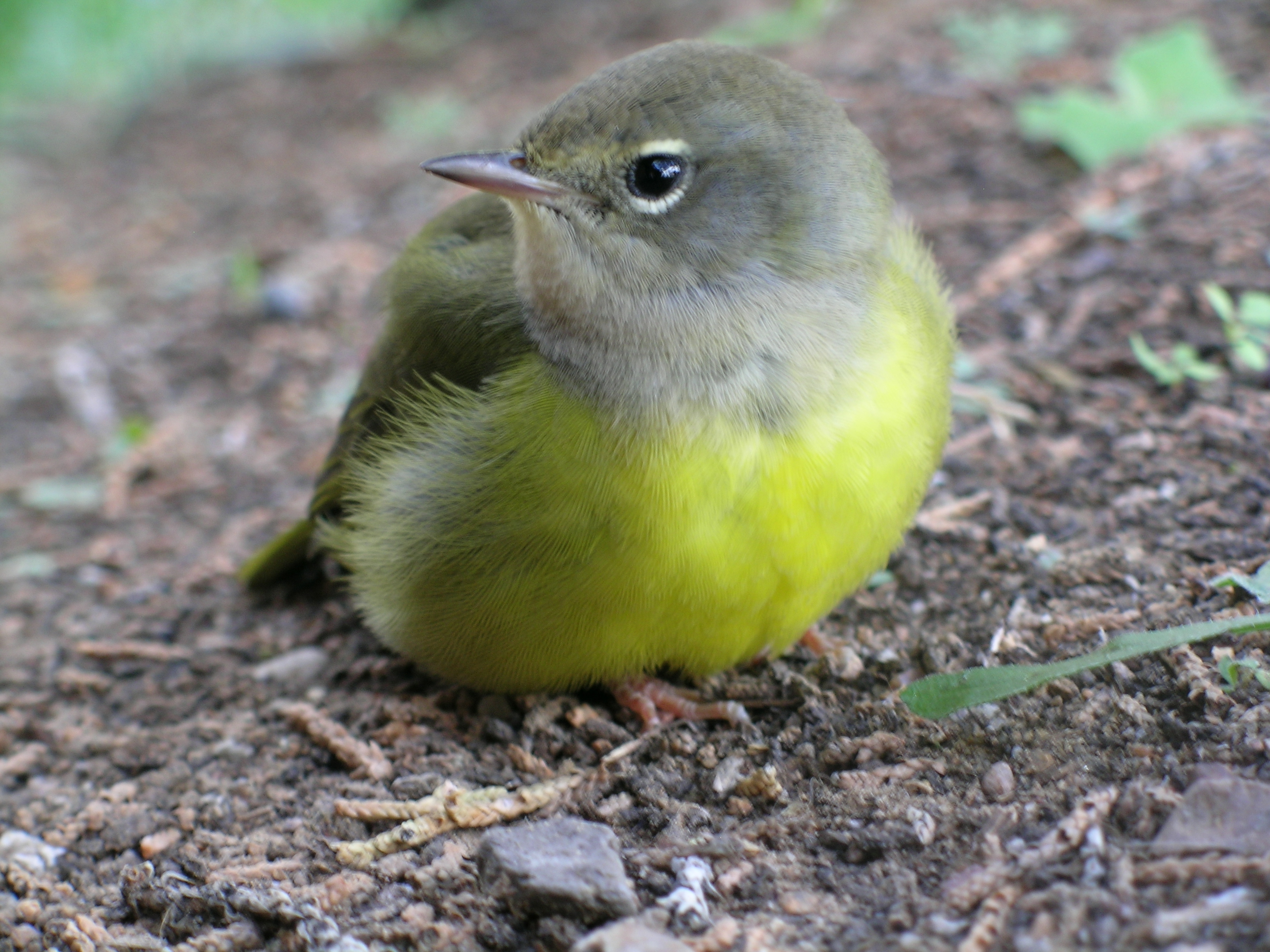
Una femmina.

Gli esemplari adulti di parula di MacGillivray possono raggiungere i 13 cm circa di lunghezza. Hanno le regioni superiori di colore verde-oliva e quelle inferiori color giallo opaco. I maschi hanno testa e petto neri, mentre le femmine e gli esemplari immaturi hanno la testa di un color grigio chiaro scialbo e anelli oculari bianchi. La parula di MacGillivray è quasi identica alla sua controparte orientale, la parula piangente; l'unica vera differenza tra le due specie è la mancanza, nella parula piangente, di un anello oculare.

## Distribuzione e habitat
La parula di MacGillivray è una specie migratrice e trascorre l'estate nelle foreste temperate situate negli Stati Uniti occidentali e nelle foreste boreali del Canada occidentale. In autunno, questa specie fa ritorno in America Centrale, dove passerà l'inverno nelle boscaglie temperate.

## Biologia
La parula di MacGillivray è un parulide lento e pesante dotato di coda corta, che preferisce trascorrere la maggior parte del tempo al suolo o in prossimità di esso, tranne quando canta.